# Coleophora pellicornella
Coleophora pellicornella is een vlinder uit de familie kokermotten (Coleophoridae). De wetenschappelijke naam is voor het eerst geldig gepubliceerd in 1930 door Zerny.
De soort komt voor in Europa.